# Calyptrochaeta parviretis
Calyptrochaeta parviretis är en bladmossart som beskrevs av Iwatsuki, B. C. Tan och Touw in Touw 1978. Calyptrochaeta parviretis ingår i släktet Calyptrochaeta och familjen Hookeriaceae. Inga underarter finns listade i Catalogue of Life.